# بعل‌الذباب

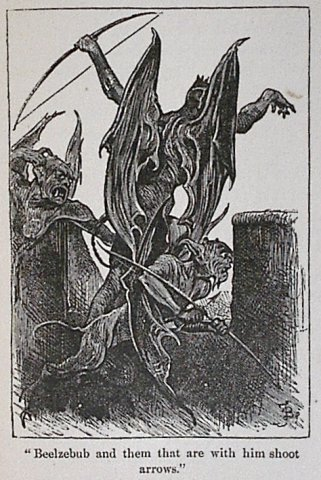
بعل‌زِبوب و کسانی که با او در حال تیراندازی هستند، از کتاب سیر و سلوک زائر اثر جان بانیان

بعل‌زِبوب (به عبری: בַּעַל זְבוּב, Baʿal Zəvûv) یک عنوان معاصر خطاب به ابلیس، و بر اساس شیطان‌شناسی آیین مسیحیت یکی از شاهزادگان جهنم و فرمانده شیاطین به‌شمار می‌رود. در انجیل‌های هم‌نوا (متی، مرقس و لوقا)، بعل‌زبوب  که توانایی فراخوان شیاطین داشت سبب شد فریسیان عیسی را متهم کنند.
بر اساس واژه‌شناسی دوزخی، نام بعل‌زبوب به معنی «سالار مگس‌ها» ترجمه می‌شود که برگرفته از کلمهٔ کنعانی «بعل» در زبان اوگاریتی به معنی «سرور و خداوندگار» است که در رابطه با توصیف نام ایزدی خاص مورد استفاده قرار می‌گرفت. احتمالاً دو شکل اصلی مختلف وجود دارد، بعل‌زبول به معنی شاهزاده بال یا فرمانروای معبد (این عنوان فقط در معبد سلیمان به کار برده می‌شد) بنابراین یهودیان نام او را به بعل‌زبوب  تغییر دادند، که به معنی خداوندگار مگس‌ها یا سرور پلیدی‌ها به حساب می‌آید.

## تاریخچه
بعل‌زبوب  برای اولین بار در عهد عتیق، در کتاب دوم پادشاهان توسط فلسطینی‌های باستان در شهر اکرون پرستش می‌شد. بعلزبوب توان مهار بیماری‌ها را داشت. او با گرد آوردن مگس‌ها پیرامون پیکر مردگان، بیماری‌ها را از مردگان به افراد زنده منتقل می‌کرد.